# Wapienne
Wapienne est une localité polonaise de la gmina de Sękowa, située dans le powiat de Gorlice en voïvodie de Petite-Pologne.